# 比安卡·森索里
比安卡·森索里（英語：Bianca Censori，1995年1月5日—）是一位澳大利亞建築師和模特，其夫為饒舌歌手肯伊·威斯特，兩人婚於2022年12月。

## 早年生活和教育
比安卡·森索里出生於澳洲墨爾本，是Alexandra和Elia "Leo" Censori的三個女兒之一。她的祖父母來自意大利朱利亞諾瓦，於1960年帶著五個孩子Edmondo、Eliseo、Elia、Elena和Eris 移民到澳大利亞。
森索里就讀於墨爾本的Carey Baptist Grammar School，並擁有墨爾本大學的建築學士學位和碩士學位。她曾是位於維多利亞州高靈活的DP Toscano Architects的學生建築師。高中畢業後，森索里創立了Nylons Jewelry品牌。
2025年第67屆葛萊美獎頒獎典禮，森索里與威斯特不請自來，森索里當場脫掉大衣全裸，兩人均被保全員請出場。